# 蒼龍號航空母艦
蒼龍號航空母艦（ / そうりゅう ）是日本帝國海軍第一艘以全通式航空母艦功能需求為設計導向建造的航空母艦，與飛龍一樣，都屬於日軍第二批次建造完工的航空母艦。有別於赤城與加賀等1920年代完工之改裝航艦，1930年代服役的蒼龍號為日軍第一艘以航空母艦需求為考量出發點設計的專業正規航艦。

## 概要
1920年代的華盛頓海軍條約限制了日本航艦總噸位為8萬1千噸標準排水量。當時四艘已經服役的航艦（赤城、加賀、鳳翔、龍驤）算入後日本只剩下12,630噸可以使用，但日本海軍考量鳳翔號將可以在服役16年後（1938年）報廢，最後讓蒼龍級以消耗噸位和鳳翔號替代艦的方針成案，2艘軍艦將有2萬1千噸的額度可以使用。
1932年，蒼龍號初稿「G6」案遞交給日本海軍，此時的蒼龍號預期設計一艘標準排水量12000噸、3座雙連裝8吋主砲、6座雙連裝5吋高射砲、搭載飛機70架的「航空戰艦」。設計如此高標準的武備酬載是為了要同時具備制空及制海的能量，到1934年「G8」案時再度改變設計；標準排水量下修為10500噸以符合兩艘分配額度，武裝變為1座三連裝8吋砲、1座雙連裝8吋砲、10座雙連裝5吋高吋砲、搭載飛機100架的航空母艦。當然如此天方夜譚的技術標準艦政本部根本無法做到，在雙方妥協下變成1座三連裝155公厘炮、1座雙連裝155公厘炮、6座雙連裝5吋高射砲、搭載飛機70架。「G8」艦型預定在昭和九年度（1936年）第二次軍艦補充計劃中建造。
然而，1934年爆發了友鶴事件，日本海軍開始檢討手邊造艦計畫與現役艦盲目塞上重武裝造成的船隻穩定性問題，新型航艦因此取消了155砲設計，同時下修技術標準；最終定稿的建造方案為「G9」。在1935年，「G9」艦下水之後，帝國海軍確定第四艦隊事件主因，因此使用焊接技術的艦體區域強度再度遭到檢討改良。因為接連發生的意外、1930年代後期新型艦載機服役所需的相關整合設備建置，蒼龍號在建造前後不斷的修改設計，更造成下水後儀裝工程時程大幅拖延，雖然延長了建造時間，但讓軍艦性能最後走向合理化；而有了赤城與加賀的改裝經驗後，日本海軍在蒼龍號的艦型設計上也就更加成熟。同時，1934年日本宣告將退出華盛頓海軍條約，並在1936年生效，於是日本在蒼龍號的實際建造上根本沒管10,500噸標準排水量的門檻問題。經過修正的改良版飛龍號滿載更上達2萬噸，但是因為當時倫敦海軍條約尚具約束力，所以日本也不敢明目張膽的講自己無視條約造艦，對外公布的蒼龍號資料仍講此軍艦為排水量1萬噸、全長209.84公尺、最大寬度20.84公尺的假數據；由於這個「官方數字」形象太強，導致在中途島戰役時美軍SBD俯衝轟炸機機組員只曉得自己炸中了大型航艦，回母艦寫戰鬥紀要時也大多推測自己炸中了赤城號與加賀號，沒有駕駛員認為自己有炸中1萬噸級的航空母艦，因此美軍飛官在第一時間並沒有報告到自己炸中蒼龍號這個實情。

## 設計特徵
從1932年的原始想定到1937年完工，蒼龍號的設計定位有過多次改變，最後成為標準的正規航艦構型。但有些技術需求仍保留下來，成為當時列強航空母艦中具有獨特風格的性能。
1930年代初期航空兵力尚未成熟，當時艦載機單靠水平轟炸想摧毀具厚重裝甲的大型艦還相當困難，因此當時的海軍專家們仍認為艦隊最終還是要依靠艦砲的打擊力決勝負；早期的蒼龍號基於「航空巡洋艦」這項定位，需要與巡洋艦部隊共同行動爭奪海上制空權，且以擊毀敵方航空母艦為主要設計方向。
蒼龍號的設計仍假想可能要與美軍巡洋艦進行艦砲作戰，為此基本速度不能低過布魯克林級輕巡洋艦或波特蘭級重巡洋艦，初期設計極速便以34節為目標，且具備防禦巡洋艦的8吋主砲的防禦力。
雖然日後轉為正規航艦設計，但為追求高航速所設計出長寬比10：1之修長艦體成為蒼、飛龍兩艦的外表特色，主機也因此使用與最上級重巡洋艦相同款式帶空氣預熱器之高溫高壓重油水管鍋爐提供高水準輸出；防護力則在後續評估中被放棄，外殼水線裝甲帶只使用41公釐厚之NVNC鋼、在彈藥庫與輪機艙等增設90公厘厚之水平裝甲、航空汽油庫垂直裝甲防禦則達到150公釐，理論上防禦標準可抵禦8吋砲等級；但是在水平防禦設計上則相當貧乏，飛行甲板本身無防禦力，有敷設防禦區塊的地點只有輪機艙（25公厘）、彈藥庫與油槽（55公厘），這種厚度對對當時技術尚未成熟的俯衝轟炸等防禦規劃顯見未列入考量，對空中轟炸沒有規劃的弱點則在中途島海戰中成為致命傷；同時，蒼龍號的機庫損管設計只依靠設置在升降機旁，可在急難時將機庫分成三塊的防火百葉窗與二氧化碳滅火裝置，除此之外並沒有其它設計可處置封閉式機庫除發生悶炸時的對應手段，當然更別說是逃生規劃；這類設計瑕疵也是日後蒼龍號死傷慘重的遠因，但當時的軍艦設計團隊與海軍認為只要多載一些戰鬥機排除敵機，奪得制空權便可以解決這些問題。

## 戰史

### 太平洋戰爭前
蒼龍號於1934年11月20日在吳海軍工廠動工，1935年12月23日下水，並在同廠實施儀裝，但是官方文獻上卻誤植下水日期為1月23日；1937年11月11日實施公試時以18,871噸排水量、輸出動力15萬2483匹軸馬力達成34.898節的海試極速。通過驗收後1937年12月29日服役，當時蒼龍號的艦載機部隊為九五式艦上戰鬥機18架、九六式艦上攻擊機12架、九六式艦上轟炸機27架；雖然日本海軍當時有更新式的九六式艦上戰鬥機，但因前線急需戰機所以沒新機好用，只能先拿舊機頂替。1938年4月25日，9架九五艦戰、18架九六艦爆、9架九六艦攻轉場至南京支援侵華行動，隨後沿長江前進佈署到安徽蕪湖，1938年6月轉移至安慶，為當時日軍即將發動的武漢會戰提供前線掩護任務，很可能與蘇聯航空志願隊交手，但沒有確定戰果。
經過短暫的前線佈署，1938年7月10日蒼龍號所屬艦載機歸建，蒼龍號則開往華南沿海巡邏，為廣州戰役的登陸日軍提供掩護；由於中華民國空軍將空戰兵力投注在戰爭白熱化的武漢一帶，華南極度缺乏空中武力，蒼龍號的艦載機部隊沒有任何的空戰紀錄，只持續為日軍提供陸上火力支援，1938年12月蒼龍號返日，在同年的12月15日正式編入帝國海軍第二航空戰隊；隨後的1年半蒼龍號僅在日本本土海域實施整訓。
1940年9月到10月，蒼龍號實施她第二次海外佈署，她以海南島為母港為日軍入侵法屬印度支那提供空中支援；事件告一段落後在1941年2月移防台灣，強化封鎖華南一帶的偷運行動。1941年3月，蒼龍號為調解越南與泰國的國境紛爭開往南海時與23驅逐隊的夕月號驅逐艦發生追撞；蒼龍號的艦艏撞到夕月號的左舷中央，雙方雖有船體破裂，但沒造成沉船事故。蒼龍號將艦載機隊轉移給飛龍號航空母艦後開回佐世保實施維修，在1941年4月返回橫須賀。
1941年4月10日，第一航空艦隊成軍。在1941年7月蒼龍號再度返回海南島，為日軍佔領越南南部提供支援。1941年8月7日返回日本，9月22日到10月24日入塢進行整檢改裝，回歸戰列後成為第二航空戰隊旗艦。

### 偷襲珍珠港
1941年11月，日本帝國海軍決定對美國太平洋艦隊重鎮珍珠港進行突擊，主攻由第一航空艦隊的6艘正規空母執行；蒼龍號在11月時的艦載機編制為27架零戰、18架九七艦攻、18架九九艦爆。由於蒼龍號與加賀號一樣有續航力較短的問題，第二航空戰隊司令山口多聞決定在船內增設汽油桶這樣的不安全酬載方式增加軍艦續航力。
1941年12月8日，第一航空艦隊偷襲珍珠港。蒼龍號在此役的2波攻擊機隊分別為：
- 第一波攻擊部隊

九七艦攻18架（水平轟炸任務10架，指揮官：分隊長阿部平次郎上尉、魚雷攻擊任務8架＝指揮官：分隊長長井彊上尉）、零戰8架＝指揮官：分隊長菅波政治上尉
- 第二波攻擊部隊

九九艦爆18架＝指揮官：飛行隊長江草隆繁少校、零戰9架＝指揮官：分隊長飯田房太上尉
蒼龍號艦載機隊第一波攻擊被分配的目標為福特島西北岸的航母碼頭，但是因為航空母艦都出港了所以只好攻擊福特島北岸碼頭。此區停泊的船艦為實驗用的老舊戰列艦猶他號戰艦、同樣為舊型的羅里號輕巡洋艦，以及較新的赫勒拿號輕巡洋艦及奧格拉拉號佈雷艦，蒼龍號的艦攻飛行員「誤認」猶他號為美軍戰艦對其發動攻擊，這4艘軍艦均遭重創。但有幾架艦攻機違背任務指示轉往攻擊加利福尼亞號戰艦。
在當日偷襲中，蒼龍號的艦載機在第二波攻擊時損失3架零戰、2架九九艦爆。零戰在第二波攻擊時除了護航外，也攻擊了美國海軍陸戰隊卡內奧赫灣航空站，其中1架在攻擊機場時被高射炮給擊落，2架就日方飛行員說法是遭美軍戰機擊落，但不確定由誰達成；日軍並認為自己在該次掃蕩任務擊落2架美軍戰機。2架損失的九九艦爆則是在攻擊珍珠港內軍艦時遭到防空火器給擊落，該波攻擊機隊並未造成珍珠港內美軍軍艦明確的損失。
雖然損失不大，但是因為沒達到任務目標，蒼龍號的轟炸部隊指揮官江草隆繁曾向柳本艦長及山口指揮官建言要讓二航戰搜索附近海域確實擊沉美軍航艦；但是在艦隊指揮官南雲忠一及艦隊參謀長草鹿龍之介的「保存艦隊」方針下否決。隨後蒼龍號受命支援威克島。

### 威克島攻略
在偷襲珍珠港的同時，第四艦隊旗下之第六水雷戰隊也在掩護日本軍方進行威克島攻占任務，卻被駐島的美國海軍陸戰隊打得灰頭土臉，在航艦尚未參戰前損失了如月號、疾風號2艘驅逐艦。南雲艦隊接獲消息派遣第二航空戰隊（蒼龍、飛龍）馳援威克島；1941年12月21日，蒼龍號上的9架零戰、14架九九艦爆轟炸威克島；12月22日，3架零戰、16架九七艦攻空襲威克，但是遭美軍海陸211攻擊機中隊（VMA-211）的F4F戰鬥機偷襲得手，2架九七艦攻遭擊墜，1架迫降損失，但護航的零戰也成功將這批野貓給擊落。12月23日，為掩護日本海軍陸戰隊搶灘，蒼龍號發動兩波攻勢，一波是6架零戰、6架艦爆，另一波是2架零戰、9架艦攻，當天威克島遭日軍佔領。完成任務的蒼龍號於12月23日脫離南洋艦隊編制，12月29日返回日本吳港。

### 空襲澳洲與橫掃印度洋
1942年1月18日，蒼龍號開抵帛琉，飛行隊則轉移到貝里琉島待命。停留在當地海域時曾接獲發現7艘美軍潛艦的訊息，後證明只是海豚而虛驚一場；1月21日，第二航空戰隊開抵摩鹿加群島的安汶島支援當地部隊，蒼龍號派出了9架戰機、9架艦攻、9架艦爆轟炸安汶，1月24日再度以同等規模轟炸同地點，兩次攻擊均無損失。1月28日，二航戰與第一航空戰隊在帛琉合流；2月15日，4艘航艦編入南方部隊準備攻擊澳洲北部。2月19日，蒼龍號在空襲達爾文時幾乎可說傾巢而出，派出了9架零戰、18架艦攻、18架艦爆，當天蒼龍號機組宣稱擊落9架P-40戰鬥機，只有1架九七艦攻因迫降失敗損失，並與其它航空部隊共同擊沉8艘盟軍艦艇、擊傷2艘驅逐艦與1艘水上飛機母艦。蒼龍號的紀錄確定戰果是她所轄的9架九九艦爆對一艘盟軍改裝巡洋艦集中攻擊，且命中3發250公斤炸彈將其擊沉。
3月1日，一架負責偵查的九七艦攻在聖誕島南方發現1艘美軍油輪(USS Pecos，AO-6)。上午12點55分，加賀號組成9架艦爆攻擊隊（指揮官渡部俊夫上尉）起飛前至獵殺；蒼龍號的艦爆攻擊隊則在13點9分起飛（指揮官池田正偉上尉）。13點21分，加賀號部隊捕捉目標發動攻擊，9架飛機攜帶的9枚炸彈中只有1發命中，剩下8發都只是至近彈，其中4架遭防空機槍擊傷，加賀號的機隊在14點39分歸艦；而蒼龍號機隊在13點30分，也就是加賀號機隊攻擊時飛抵目標，在第一批未成後加入補刀，雖然有5架艦爆遭擊傷，但成功命中3枚炸彈與1發至近彈，最後Pecos號在左傾15度的姿勢下於15點48分沉沒；蒼龍號的機隊則在15點01分歸艦，因此沒有親眼見證沉沒戰果。同天晚上7點，蒼龍號再度派出9架艦爆處理巽他海峽海戰戰敗後逃竄的美軍驅逐艦埃德薩爾號（DD-219），她遭比叡號、利根號、筑摩號等大型艦炮擊後已經失去動力，因此輕易的就被250公斤炸彈給擊沉。
4月5日，與第一及第五航空戰隊集合，空襲了英國海軍太平洋艦隊的可倫坡與亭可馬裡基地，擊沉了競技神號航空母艦、重巡洋艦多塞特郡號、重巡洋艦康沃爾號等艦艇。

### 中途島戰役
1942年6月，第一第二航空戰隊參加了中途島海戰，6月5日遭到美國海軍航空隊的俯衝轟炸機攻擊，命中3發炸彈之後起火燃燒，隨後爆炸沉沒。該艦是四艘航空母艦中最初被擊沉的一隻。

## 歷代艦長

### 艤裝指揮官

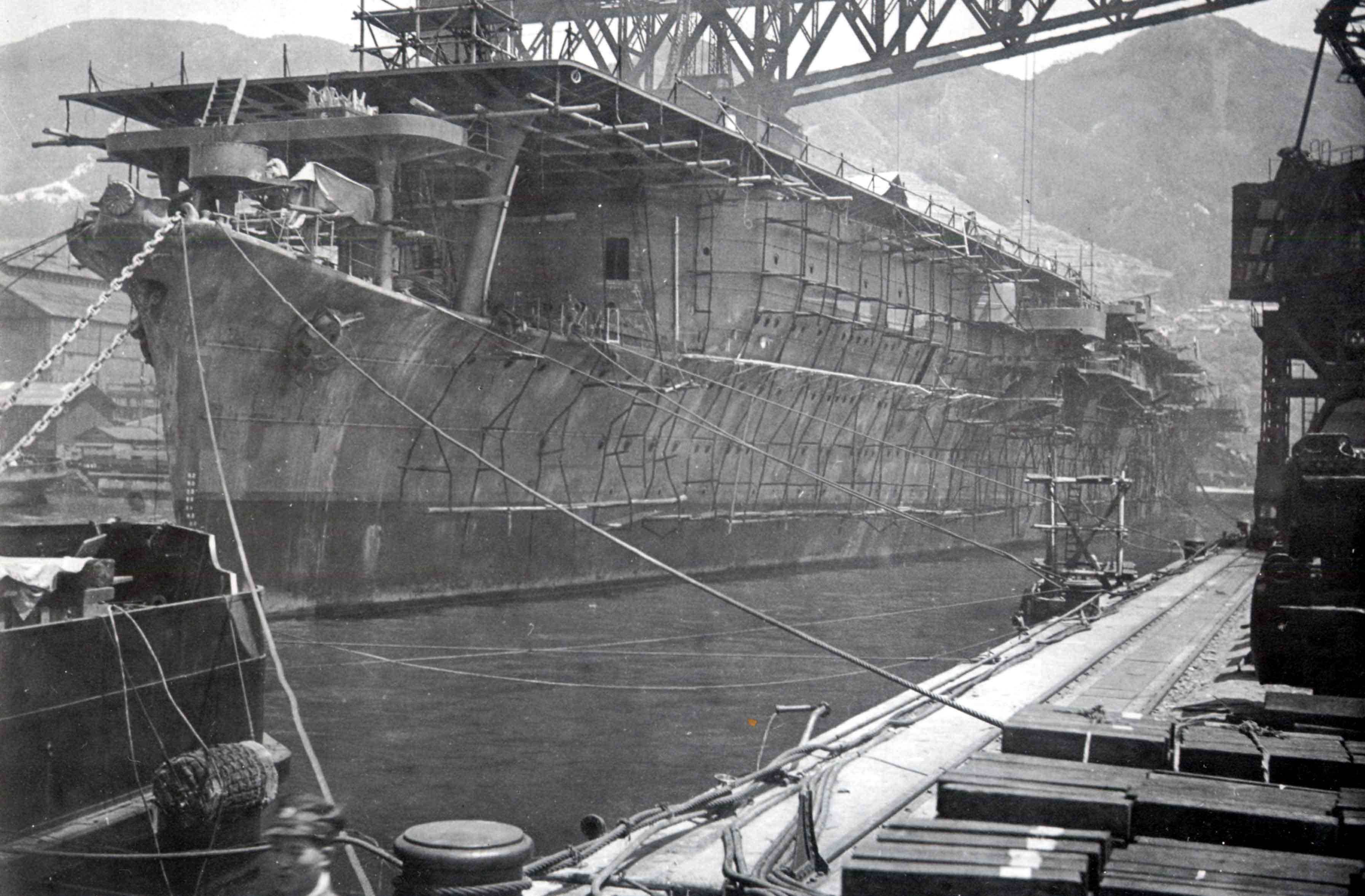
蒼龍號於船廠建造中

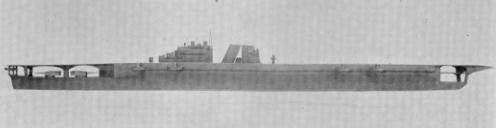
蒼龍號原案，「G8」號設計的風洞模型

1. 大野一郎 大佐（1935年12月23日就任）
2. 奥本武夫 大佐（1936年4月1日就任）
3. 別府明朋 大佐（1936年12月1日就任）

### 艦長（大佐編階）
1. 別府明朋 （1937年8月26日就任）
2. 寺岡謹平 （1937年12月1日就任）
3. 上野敬三 （1938年11月15日就任）
4. 山田定義 （1939年10月15日就任）
5. 蒲瀬和足 （1940年10月15日就任）
6. 上阪香苗 （1940年11月25日就任）
7. 長谷川喜一 （1941年9月12日就任）兼任
8. 柳本柳作（日语：柳本柳作） （1941年10月6日赴任）-1942年6月5日戰死

## 外部連結
- 旧日本海軍　航空母艦　蒼龍 （页面存档备份，存于）
- 空母蒼龍型
- WW2DB: 蒼龍號 （页面存档备份，存于）

## 參看
- 大日本帝國海軍艦艇列表
- 太平洋戰爭
- 聯合艦隊